# Campionati mondiali di sollevamento pesi 1965
I Campionati mondiali di sollevamento pesi 1965, 40ª edizione della manifestazione, si svolsero a Teheran dal 27 ottobre al 3 novembre 1965, e furono considerati validi anche come 3° campionati asiatici di sollevamento pesi.

## Titoli in palio
| Categoria            | Eventi         | Atleti |
| -------------------- | -------------- | ------ |
| Pesi gallo           | Fino a 56 kg   | 8      |
| Pesi piuma           | Fino a 60 kg   | 13     |
| Pesi leggeri         | Fino a 67.5 kg | 12     |
| Pesi medi            | Fino a 75 kg   | 14     |
| Pesi massimi leggeri | Fino a 82.5 kg | 10     |
| Pesi mediomassimi    | Fino a 90 kg   | 14     |
| Pesi massimi         | Oltre i 90 kg  | 14     |

## Nazioni partecipanti
Ai campionati parteciparono 85 atleti rappresentanti di 24 nazioni. Sette di queste entrarono nel medagliere. Tra parentesi i partecipanti per nazione.
- Australia (1)
- Austria (4)
- Belgio (1)
- Bulgaria (2)
- Canada (6)
- Cecoslovacchia (2)
- Filippine (1)
- Finlandia (2)
- Francia (2)
- Germania Est (4)
- Germania Ovest (4)
- Giappone (7)
- Iran (7)
- Iraq (7)
- Israele (3)
- Libano (1)
- Nuova Zelanda (1)
- Polonia (7)
- Regno Unito (3)
- Siria (3)
- Stati Uniti (3)
- Thailandia  (2)
- Ungheria (5)
- Unione Sovietica (7)

## Risultati
| Evento      | Oro                  | Oro   | Argento            | Argento | Bronzo            | Bronzo |
| ----------- | -------------------- | ----- | ------------------ | ------- | ----------------- | ------ |
| 56 kg       | Imre Földi           | 360,0 | Shirō Ichinoseki   | 355,0   | Yoshiyuki Miyake  | 345,0  |
| 60 kg       | Yoshinobu Miyake     | 385,0 | Mieczysław Nowak   | 375,0   | Rudolf Kozłowski  | 360,0  |
| 67,5 kg     | Waldemar Baszanowski | 427,5 | Marian Zieliński   | 425,0   | Vladimir Kaplunov | 412,5  |
| 75 kg       | Viktor Kurencov      | 437,5 | Werner Dittrich    | 437,5   | Aleksandr Kurynov | 432,5  |
| 82,5 kg     | Norbert Ozimek       | 472,5 | Aleksandr Kidjaev  | 460,0   | Jerzy Kaczkowski  | 445,0  |
| 90 kg       | Louis Martin         | 487,5 | Vladimir Golovanov | 480,0   | Géza Tóth         | 462,5  |
| Oltre 90 kg | Leonid Žabotyns'kyj  | 552,5 | Gary Gubner        | 545,0   | Károly Ecser      | 522,5  |

## Medagliere
| Posiz. | Nazione          | Oro | Argento | Bronzo | Totale |
| ------ | ---------------- | --- | ------- | ------ | ------ |
| 1      | Polonia          | 2   | 2       | 2      | 6      |
| 1      | Unione Sovietica | 2   | 2       | 2      | 6      |
| 3      | Giappone         | 1   | 1       | 1      | 3      |
| 4      | Ungheria         | 1   | 0       | 2      | 3      |
| 5      | Regno Unito      | 1   | 0       | 0      | 1      |
| 6      | Germania Est     | 0   | 1       | 0      | 1      |
| 6      | Stati Uniti      | 0   | 1       | 0      | 1      |
| Totale | Totale           | 7   | 7       | 7      | 21     |

## Classifica a squadre
Il sistema di punteggio è basato sui punti distribuiti per l'esercizio totale in base allo schema adottato nel 1958:
| Pos. | Squadra          | Punti |
| ---- | ---------------- | ----- |
| 1    | Polonia          | 34    |
| 2    | Unione Sovietica | 32    |
| 3    | Giappone         | 18    |
| 4    | Ungheria         | 17    |
| 5    | Regno Unito      | 11    |
| 6    | Stati Uniti      | 8     |
| 7    | Germania Est     | 6     |
| 8    | Francia          | 5     |
| 8    | Iran             | 5     |
| 10   | Canada           | 4     |
| 11   | Belgio           | 3     |
| 11   | Cecoslovacchia   | 3     |
| 11   | Finlandia        | 3     |
| 14   | Austria          | 2     |
| 14   | Nuova Zelanda    | 2     |
| 16   | Bulgaria         | 1     |